# Дания на «Евровидении-1962»
Дания принимала участие в Евровидении 1962, проходившем в Люксембурге, Люксембург. Страну на конкурсе представила Эллен Винтер с песней «Vuggevise», выступившая под номером 5. В этом году страна заняла десятое место, получив 2 балла, как и Норвегия, и Швейцария. Глашатаем конкурса стал Кари Борг Маннсакер.

## Национальный отбор[4]
| Номер | Артист 1        | Артист 2        | Песня                             | Баллы | Место |
| ----- | --------------- | --------------- | --------------------------------- | ----- | ----- |
| 1     | Chris Dane      | Дарио Кампеотто | «En yndigt strejf af din parfume» | 1     | 5-е   |
| 2     | Эллен Винтер    | Гитте Хеннинг   | «Vuggevise»                       | 27    | 1-е   |
| 3     | Дарио Кампеотто | Pedro Biker     | «Carissima»                       | 7     | 2-е   |
| 4     | Bård Ove        | Эллен Винтер    | «Er det virk'lig sandt»           | 5     | 3-е   |
| 5     | Бирте Вильке    | Chris Dane      | «Et eventyr»                      | 5     | 3-е   |

Национальный отбор, в формате Dansk Melodi Grand Prix, состоялся 11 февраля 1962 года в Tivoli Concerthall в Копенгагене, организатором которого был Свен Педерсен. Выступали по два исполнителя с одной песней, первые артисты пели с оркестром, вторые — без. Изначально было решено, что поедет артист, выступивший с оркестром. Победителем стала Эллен Винтеро с песней «Vuggevise». В национальном отборе также принимали участие представители страны прошлых лет: Бирте Вильке (1957 и 1959) и Дарио Кампеотто (1961).

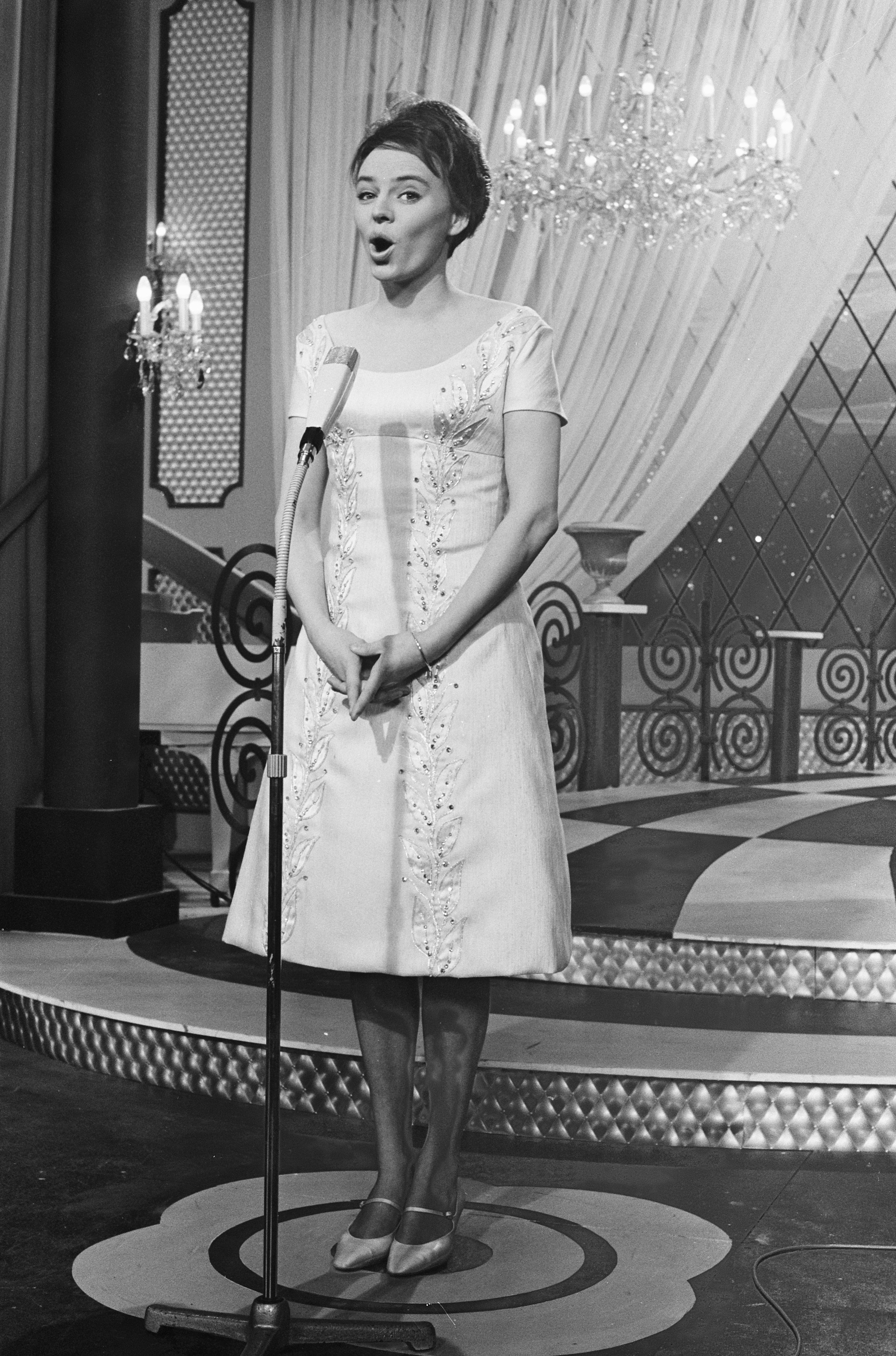
Эллен во время выступления на «Евровидении»

Изначально в конкурсе должны были принять участие шесть песен, но композиция «Jeg snakker med mig selv» в исполнении Гитте Хеннинг была дисквалифицирована. Причиной послужило правило неисполнения песни до конкурса, когда композитор песни насвистывал мелодию в столовой вещателя DR. Однако, существует мнение, что композиция «Jeg snakker med mig selv» могла бы победить на отборе и достойно представить страну на конкурсе «Евровидение».

## Страны, отдавшие баллы Дании
Каждый член жюри мог распределить 6 очков: 3 — лучшей песне, 2 — второй и 1 — третьей. Песня с наибольшим количеством очков получала 3 очка, со вторым результатом — 2 очка, с третьим — одно очко: это считалось окончательным голосом и объявлялось как часть «Голоса Европейского жюри».
| Отдали Дании… |
| 1 балл        |
| ------------- |
| Италия Швеция |

## Страны, получившие баллы от Дании
| 3 балла | Швеция         |
| 2 балла | Великобритания |
| 1 балл  | Германия       |